# Nita Ramcharan
Nita Ramcharan (1958) is een Surinaams journaliste. Ze was hoofdredacteur van Kompas, De Ware Tijd, Times of Suriname en het 10 Minuten Jeugdjournaal, en is mede-eigenaar, redacteur en columnist van Starnieuws. Ze was oprichter en de eerste voorzitter van de Surinaamse Vereniging van Journalisten en is tweede vicevoorzitter van de Associatie van Caribische Mediawerkers.

## Journalistieke loopbaan
Nita Ramcharan studeerde aan de Kweekschool. Rond 1977 was zij voorzitter van de Vereniging Kweek-A Studenten (VEKAS).
Ze was meerdere jaren journalist voor De Ware Tijd, toen ze in februari 1991 de Surinaamse Vereniging van Journalisten oprichtte en daarvan als eerste voorzitter werd. Dit was na een lange periode van mediacensuur onder het militaire regime. In 1991 waren de censoren weliswaar formeel verdwenen van de redacties, maar werd er nog wel geïntimideerd en pasten journalisten zelfcensuur toe. Ramcharan werd in september 1993 zwaar bedreigd toen onbekenden haar huis binnendrongen en de muren bekladden met kruisen en de teksten R.I.P. (Rest In Peace) en Dead. Er werd aanzienlijke schade toegebracht aan haar bezittingen, zoals boeken, gordijnen en apparaten die met zwarte verf werden bespoten en met chloor overgoten.
Van 1995 tot 1996 onderbrak ze haar werk bij de krant toen ze samen met haar man Edward Troon Kompas oprichtte. Met dit tijdschrift en informatiebureau wilden ze meer diepgang brengen in de nieuwsverzorging in Suriname. Hierna keerde ze terug naar De Ware Tijd en was ze van 1996 tot 2002 hoofdredacteur,  als opvolger van Leo Morpurgo. In 2003 ging zij als hoofdredacteur aan de slag bij Times of Suriname, uitgegeven door Rudisa International van Dilip Sardjoe. Toen de uitgever na een jaar nog geen journalistieke onafhankelijkheid kon garanderen stopte ze bij die krant.
In 2004 volgde de overstap van krant naar televisie waar zij presentator en eindredacteur werd van het 10 Minuten Jeugdjournaal. Tegelijkertijd ontwikkelde ze met Henry Strijk een actualiteitenmagazine op de STVS, getiteld Suriname Vandaag. Van dit programma was ze tot 31 maart 2008 redactielid en presentator en vanaf januari 2006 ook eindredacteur. In 2005 werd ze ook correspondent van het wekelijkse Nederlandse NOS-radioprogramma Zorg en Hoop (over Suriname en Surinamers in Nederland). Dit correspondentschap deed ze afwisselend met Deryck Ferrier, totdat in 2008 het programma werd opgeheven.
Sinds 2005 was zij jarenlang docent journalistiek en ethiek aan de Academie voor Hoger Kunst- en Cultuuronderwijs. Sinds hetzelfde jaar is ze bestuurslid van de Associatie van Caribische Mediawerkers en bekleedt sinds 2023 de functie van tweede vicevoorzitter. Daarnaast is zij medeauteur van het boek K'ranti- De Surinaamse pers 1774-2008.
Samen met Humphrey Schurman richtte ze het Netwerk Star Suriname op. Als onderdeel hiervan werd in 2010 ook Starnieuws als digitale nieuws- en informatiebron gelanceerd. Hijvoor is zij redacteur en columnist.
In november 2023 werd zij benoemd tot Ridder in de orde van Oranje Nassau voor haar bijdragen aan de samenleving in Suriname en het Surinaamse deel van Nederland.